# Superficie espansa
La rappresentazione della superficie espansa è una delle raffigurazioni convenzionali dell'elica, che, insieme alla superficie sviluppata e alle proiezioni ortogonali, ne definisce le caratteristiche di forma.
Essa è costituita da un numero di segmenti rettilinei equivalente al numero di sezioni di pala prese in considerazione; queste linee mostrano le corde delle diverse sezioni della pala stessa e sono tracciate perpendicolarmente all'asse che ne indica la posizione radiale; le loro estremità sono unite da una curva, che completa il grafico.
Il ruolo della superficie espansa nel progetto di un'elica è fondamentale, in quanto mostra la dimensione delle corde, che non si può valutare attraverso le proiezioni ortogonali.